# John Astin
John Allen Astin, född 30 mars 1930 i Baltimore i Maryland, är en amerikansk skådespelare. Astin är känd för rollen som Gomez Addams i TV-serien Familjen Addams.

## Biografi
John Astin var matematikstudent vid Johns Hopkins University i Baltimore och hade en del småroller inom teatern. Han fick en biroll 1961 i filmen West Side Story och där han upptäcktes och fick sedan rollen som pappa Gomez Addams i den populära TV-serien Familjen Addams. Han spelade även Gåtan i ett dubbelavsnitt av TV-serien Läderlappen under dess andra säsong, då den ursprunglige rollinnehavaren Frank Gorshin var frånvarande. Han har sedan dess mest framträtt i komiska roller på scen och i TV.
Åren 1972–1985 var han gift med skådespelaren Patty Duke; deras son Sean Astin, är bland annat känd från Trilogin om Härskarringen.

## Filmografi (i urval)
- 1961 – West Side Story
- 1962 – Älskling, jag ger mej
- 1963 – Smekmånad på tre
- 1964–1966 – Familjen Addams (TV-serie)
- 1967 – Läderlappen (TV-serie)
- 1968 – Candy
- 1972 – Every Little Crook and Nanny
- 1977–1978 – Operation kjoltyg (TV-serie)
- 1985 – Ett päron till farsa på semester i Europa
- 1990 – Gremlins 2 - Det nya gänget
- 1994 – Mord, mina herrar (TV-serie)
- 1996 – The Frighteners
- 1998–1999 – The New Addams Family (TV-serie)